# Antiblemma spectanda
Antiblemma spectanda là một loài bướm đêm trong họ Erebidae.